# Publiliusz Syrus
Publiliusz Syrus (Publilius Syrus, nieprawidłowo Publius Syrus) – żyjący w I wieku p.n.e., wyzwoleniec,  ostatni wybitny przedstawiciel teatru Republiki rzymskiej, twórca aforyzmów oraz twórca, odtwórca, a także improwizator mimów literackich na scenie.

## Życiorys
Publiliusz Syrus, urodzony prawdopodobnie na początku I w. p.n.e. w Antiochii Mygdoni w Syrii, przybył do Rzymu jako młody niewolnik statkiem, razem z poetą Marcusem Maniliusem oraz gramatykiem Staberiusem Erosem. Wkrótce został wyzwolony za swój talent, a jego były właściciel umożliwił mu następnie odebranie starannego wykształcenia. Swoją karierę rozpoczął występami w miastach prowincji rzymskich, gdzie szybko zyskał sławę.
Podczas igrzysk w 46 p.n.e. zorganizowanych celem uczczenia zwycięstwa w bitwie pod Tapsus (46 p.n.e), wezwał wszystkich innych mimów, by stanęli z nim w szranki pojedynku literackiego. Sędzią tego pojedynku został sam Gajusz Juliusz Cezar, który do przyjęcia tego wyzwania zmusił Decimusa Laberiusa, 60-letniego ekwitę oraz twórcę gatunku mimów literackich, nigdy do tej pory nie występującego na scenie. Publiliusz Syrus odniósł zwycięstwo nad wszystkimi zawodnikami, prezentując mim Putatores.
Ze względu na swoje upodobania do luksusowych i ekstrawaganckich potraw zyskał przydomek Sumen. Zmarł po 43 roku p.n.e. jednakże dokładna data, miejsce oraz przyczyna jego śmierci pozostają nieznane.

## Twórczość

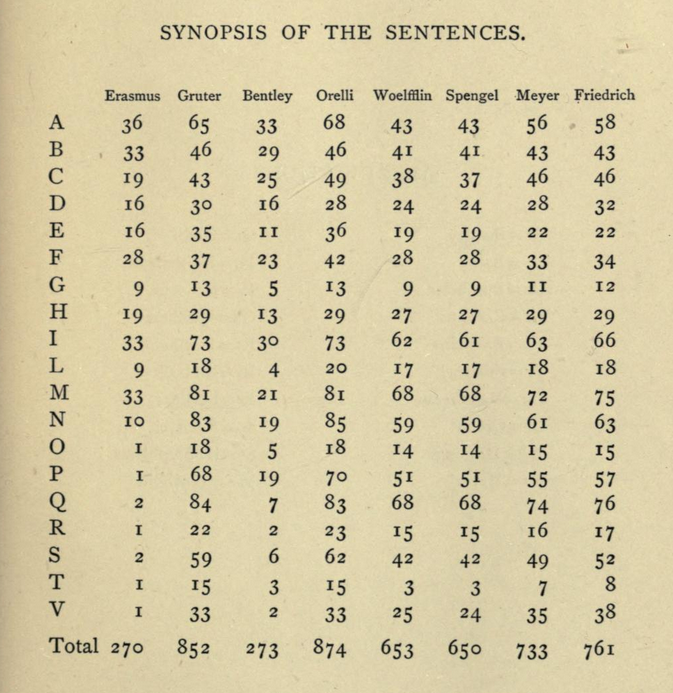
Zestawienie liczby aforyzmów autorstwa Publiliusza Syrusa według różnych autorów

Z mimów Publiliusza Syrusa pozostały zachowane:
- Putatores (Obcinacze gałęzi) – tytuł i jeden krótki fragment Progredere et ne quis latibuletur, prospice.
- Murmurco (Szept) – tytuł i jeden krótki fragment Cellas servorum converri . . . . . . . . . . . .
- Fragment o nieznanym tytule – przytoczony przez Gajusza Petroniusza w rozdziale 55. jego książki Satyricon.

Jego mimy były jeszcze odgrywane co najmniej do czasów Nerona.
Najważniejszą spuścizną Publiliusza Syrusa pozostają Sententiae (zbiór sentencji). Ich walor edukacyjny został doceniony bardzo wcześnie już przez rzymskich nauczycieli, pierwsze ich wydanie w I w. n.e. (pisał o nich już Aulus Gellius w II w. n.e.) składało się tylko z sentencji jego autorstwa, w późniejszych wydaniach parafrazowano jego sentencje oraz dodawano sentencje autorstwa Seneki lub Senece przypisywane. Sentencje Publiliusza Syrusa zebrane w średniowieczu stanowią do dziś alfabetyczny zbiór 734 aforyzmów pod tytułem „Publilii Syri Sententiae”.